# Casa Manuel de Compte
La casa Manuel de Compte és un edifici situat al carrer del Palau, 4 de Barcelona, catalogat com a bé cultural d'interès local.

## Història
El 1857, el comerciant Manuel de Compte i Ferran va adquirir el Palau Reial Menor a Joaquín Inocencio Cavero i Maria Teresa Álvarez de Toledo, comtes de Sobradiel, representats pel seu fill Joaquín Inocencio Cavero y Álvarez de Toledo, baró de Letona, per 6.477.746 rals. El 1859, n'encarregà el projecte a Elies Rogent i el 1866, i per tal de saldar part del deute contret arran de l'operació immobiliària, va vendre la casa a Joaquín Inocencio Cavero, comte de Sobradiel, per 100.000 duros.

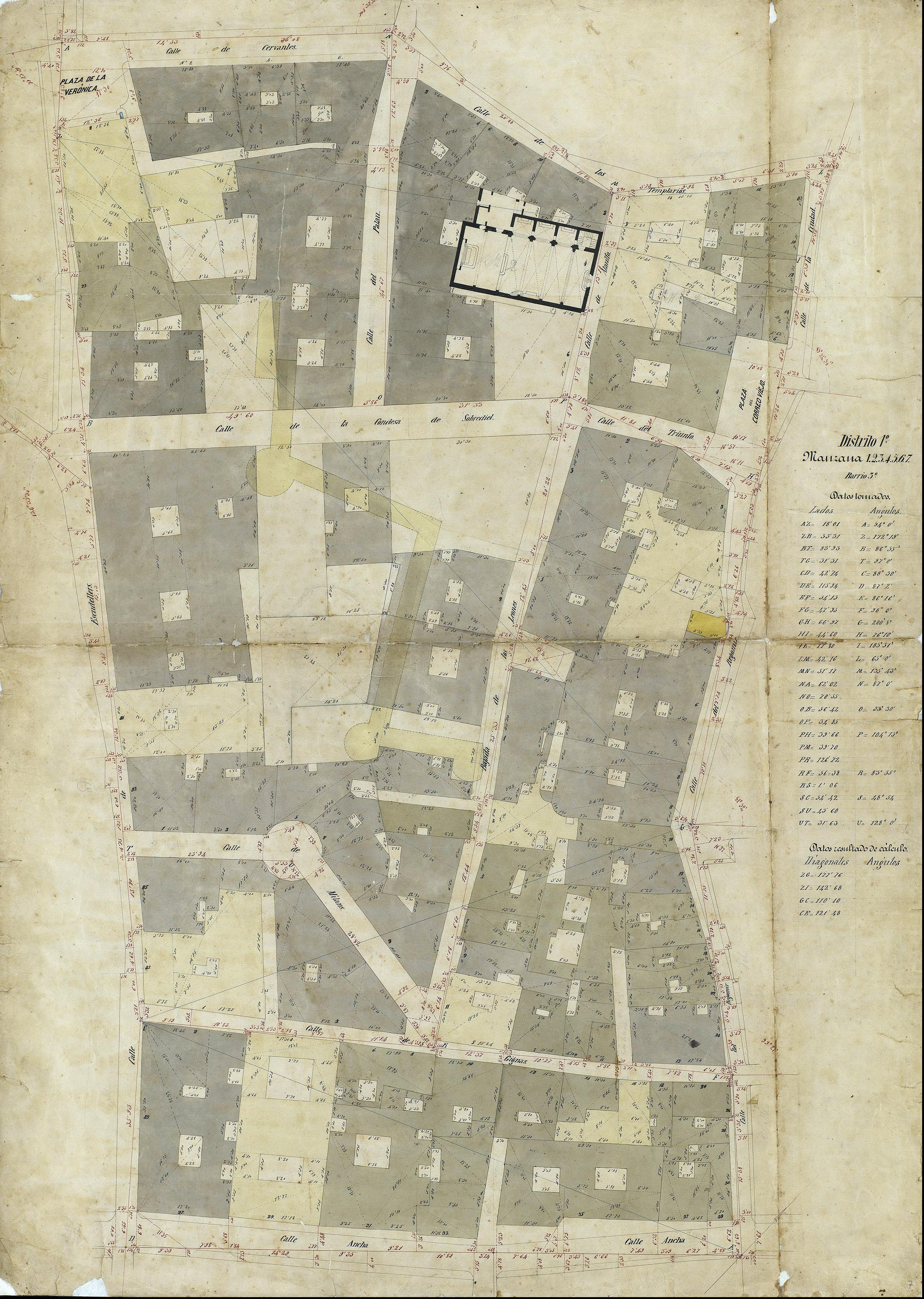
Quarteró núm. 7 de Garriga i Roca (c. 1860)

## Descripció
Juntament amb la veïna casa Josep Antoni Buxeres, és un dels primers exemples a Catalunya del Rundbogenstil alemany, un corrent historicista importat per Rogent després d'un extens viatge per terres germàniques el 1855. Amb tipologia de palau urbà, consta de planta baixa, entresol i tres pisos. La seva façana està organitzada de manera simètrica per l'eix vertical, dominat per la porta principal, i en dos nivells d'alçada diferenciats. El nivell inferior inclou la planta baixa i l'entresol, amb el gran portal d'arc de mig punt, quatre portes de llinda plana i quatre finestres amb una característica barana de pedra sobre una imposta decorada amb una sanefa greca. Aquest primer nivell, a més, compta amb un acabar d'estuc que imita uns carreus molt més marcats que a la resta de la façana. De la part superior, en destaca la balconada del primer pis, les impostes que divideixen els pisos i la cornisa de marcat signe neoromànic; els límits laterals estan remarcats per uns muntants que segueixen el tractament de la primera planta i arriben fins a la cornisa.
A l'interior, s'obre un pati concebut a la manera dels palaus gòtics de Barcelona; compta amb una escala que dona accés a la planta noble i a les caixes de les escales que menen a les altres plantes. La majoria d'obertures que es veuen en aquest espai són d'arc de mig punt al nivell inferior i d'arc deprimit al superior. Al fons del pati destaca l'accés de les antigues quadres i cotxeres. A l'interior, la planta noble conserva en gran part la distribució i ornamentació originals.
Entre les torres 48 i 49 de la muralla romana hi ha un cos que formava part de la propietat del marquès de Sentmenat, on actualment hi ha el Casino Mercantil, el terrat del qual és utilitzat per la casa Manuel de Compte.